# HEXACO модел личности
HEXACO модел структуре личности је шестодимензионални модел људске личности који су креирали Ештон и Ли и објаснили у својој књизи, Х фактор личности, заснован на налазима из серије лексичких студија које укључују неколико европских и азијских језика. Шест фактора, или димензија, укључују поштење (H), емоционалност (Е), екстраверзију (X), сарадљивост (А), савесност (C) и отвореност према искуству (О). Сваки фактор се састоји од особина са карактеристикама које указују на висок и низак ниво фактора. HEXACO модел је развијен помоћу сличних метода као и друге таксономије особина и надовезује се на рад Косте и Мекреја и Голдберга. Модел, дакле, дели неколико заједничких елемената са другим моделима особина. Међутим, HEXACO модел је јединствен углавном због додавања димензије Поштења.

## HEXACO модел личности
HEXACO модел је развијен из неколико претходних независних лексичких студија. Таксономије засноване на језику за особине личности се широко користе као метод за развој модела личности. Овај метод, заснован на логици лексичке хипотезе, користи придеве који се налазе у језику који описују понашања и тенденције међу појединцима. Факторска анализа се користи на придевима да би се идентификовао минимални скуп независних група особина личности.
Истраживачке студије засноване на горе описаној лексичкој хипотези прво су предузете на енглеском језику. Накнадне лексичке студије су спроведене на другим језицима и, упоређивањем резултата, откривено је шест појавних фактора у сличном облику на свим тестираним језицима, укључујући енглески.
Личност се често процењује коришћењем инвентара самопроцене или инвентара извештаја посматрача. Шест фактора се мери низом питања дизајнираних да оцени појединца на нивоу сваког фактора. Ештон и Ли су развили формуларе извештаја о себи и посматрачима HEXACO ревидираном инвентару личности (HEXACO-PI-R). HEXACO-PI-R процењује шест широких HEXACO фактора личности, од којих сваки садржи четири „фацета“, или уже карактеристике личности. (Додатни 25. уски аспект, назван алтруизам, такође је укључен и представља мешавину фактора искрености-понизности, емоционалности и пријатности.)

### Шест фактора HEXACO модела
Шест фактора, њихови аспекти и описни придеви који обично припадају ових шест група су следећи:

#### Поштење (H)
Према Ештону и Лију, фактор Поштење је јединствена карактеристика HEXACO модела личности. Појединци који имају овај атрибут су поштени, скромни и великодушни. Избегавају да манипулишу другим људима зарад својих користи. Појединци којима недостаје овај атрибут се често класификују као окрутни, себични и манипулативни. Прецизније, фактор Поштења је склоност да се буде поштен и аутентичан према другима, чак и по цену личне патње.
- Аспекти: искреност, поштење, избегавање похлепе, скромносТ
- Придеви: {искрен, поштен, веран, одан, скроман/незахтеван} насупрот {лукав, лажљив, похлепан, претенциозан, лицемеран, хвалисав, помпезан}

#### Емоционалност (Е)
Емоционална особа је често осетљива, саосећајна, немирна и уплашена. Емоционалност такође објашњава депресивне тенденције и жеље појединца да тражи емоционалну помоћ. Индивидуални резултати који су високо на скали емоционалности подложни су анксиозности и болу. Према Цајглер и сарадницима, фактор емоционалности је конгруентан неуротицизму.
- Аспекти: страх, анксиозност, зависност, сентименталност
- Придеви: {емоционалан, преосетљив, сентименталан, уплашен, анксиозан, рањив} насупрот {храбар, чврст, независан, самоуверен, стабилан}

#### Екстраверзија (X)
Екстраверт је обично брбљив, живахан, динамичан, разговоран и ентузијастичан. Екстравертирани појединци су склонији интеракцији у онлајн окружењу. Према Чои и сарадницима, екстраверти су друштвено вешти, жељни да преузму активности и вођени су да развију јединствене међуљудске друштвене везе.
- Аспекти: друштвено самопоштовање, друштвена смелост, друштвеност, живост
- Придеви: {Огласан, живахан, екстравертан, дружељубив, причљив, весео, активан} насупрот {стидљив, пасиван, повучен, интровертан, тих, резервисан}

#### Сарадљивост (А)
Веома пријатни појединци имају тенденцију да буду релативно поузданији, кориснији, прилагодљивији, сусретљиви и опраштајући. Сарадљивост алудира на групу позитивних емоција према другима и често повезана са приступачношћу и љубазношћу. С друге стране, сматра се да је Сарадљивост супротност агресивности и љутњи.
- Аспекти: опраштање, нежност, флексибилност, стрпљење
- Придеви: {стрпљив, толерантан, мирољубив, благ, пријатан, попустљив, нежан} наспрам {лошег расположења, свадљив, тврдоглав, колерик}

#### Савесност (С)
Савесност је фактор личности фокусиран на постигнуће, успех, дисциплину, одговорност и опрез. Савесне личности су опрезне, добро организоване и доследне у свом понашању. Такви појединци добро раде у професионалним тимовима. Појединци који имају висок резултат савесности имају тенденцију да прихвате нова искуства са будношћу. Такви појединци могу компетентно да извршавају задатке тако што ће јасно и фокусирано анализирати уочене информације; истраживање показује да би савесне личности напредовале у окружењима оријентисаним на постигнуће, као што су онлајн игре.
- Аспекти: Организација, марљивост, перфекционизам, разборитост
- Придеви: {организован, дисциплинован, вредан, пажљив, темељан, прецизан} наспрам {аљкав, немаран, непромишљен, лењ, неодговоран, расејан}

#### Отвореност (О)
Појединци који су отворени за искуство имају тенденцију да буду креативнији, свестранији, отвореног ума, авантуристички расположени и у потрази за новим идејама и искуствима. Такве личности се активно баве пуцањем, акционим играма, играњем улога и другим сличним жанровима.
- Аспекти: естетско уважавање, радозналост, креативност, неконвенционалност
- Придеви: {интелектуалан, креативан, неконвенционалан, иновативан, ироничан} насупрот {плитак, немаштовит, конвенционалан}

Сваки фактор има две стране или „пола“, при чему су термини на једном полу отприлике супротни по значењу од термина на другом полу. Карактеристике личности на истом полу истог фактора су у позитивној корелацији једна са другом; то јест, високи нивои једне карактеристике теже да иду заједно са високим нивоима друге. Карактеристике личности на супротним половима истог фактора су у негативној корелацији једна са другом; то јест, високи нивои једне карактеристике теже да иду заједно са ниским нивоима друге. Карактеристике личности на различитим факторима обично нису у међусобној корелацији; то јест, високи нивои једне карактеристике не сугеришу нужно ни високе ни ниске нивое друге.
Термини наведени у горе обично се јасно налазе унутар фактора у којем су наведени. Међутим, многе карактеристике личности су подељене између два или више фактора, који делом припадају једном фактору, а делом једном или више других фактора. Такве карактеристике се могу посматрати као мешавина два или више фактора.

## Историја и развој модела
Жеља истраживача да развију методе за процену човекове личности и уложени деценијски напор резултирали су стварањем HEXACO модела. Због захтевности задатка као што је процена личности, прихваћено је да се користи систематска метода, а договорени приступ је био коришћење факторске анализе. Ово је, међутим, поставило нови проблем, јер је одређивање особина које ће се користити у факторској анализи извор је многих расправа. Решење овог проблема било је засновано на лексичкој хипотези. Једноставно речено, ова хипотеза сугерише да ће особине личности које су од значаја у друштву довести до формирања израза којима се те особине могу описати. Прва употреба лексичког приступа приписује се Баумгартенровој, швајцарској психолошкињи која га је користила за категоризацију речи на немачком језику. 
Иако је овај приступ Баумгартнерова прва почела примењивати, убрзо затим су Олпорт и Одберт у свом раду 1936. године пошли од лексичке хипотезе, слућећи се енглеским језиком. У њиховом раду, у којем су с много труда претраживали речник, створена је листа од око 18.000 речи, која је потом сажета на 4500 речи и таква коришћена за описивање особина личности. Рејмонд Кател је овај списак речи још смањио, и то на 35 појмова. Након што су други истраживачи проценили састављени списак, он је на њему извршио факторску анализу која је произвела 12 фактора. Међутим, репликације других истраживача нису успеле да произведу овај број (највероватније због природе методе факторске анализе). Дакле, иако се екстракција 12 фактора није поновила у другим исраживањима, оно што се доследно добијало јесте структура од пет, увек истих особина. Ових пет особина постаће темељ модела Великих пет црта личности и касније ће бити поткрепљене студијама репликације у којима је коришћено више речи него што је Кател имао у свом првобитном истраживању. Како је модел Великих пет постајао све више и више прихваћиван, истраживачи су се питали да ли ће се ове особине доследно проналазити у другим језицима. После неколико студија, на више језика, откривено је да се црте из модела Великих пет заиста доследно појављују и у другим језицима. Ширењем истраживања на друге језике, такође је утврђено и то да постоји шеста особина која се непрестано појављивала. Ова особина је оно што ће, у HEXACO-у постати особина названа Поштење.
Откриће особине Поштење на другим језицима навело је истраживаче да се запитају зашто она није пронађена у оригиналним студијама на енглеском језику. На ово је одговорено када су употребљени савремени рачунари помоћу којих је потврђено да се ова шеста особина заиста јавља и у енглеском језику. Користећи комплетан скуп речи које су претходно биле груписане у 75 различитих кластера, репликације су показале постојање шесте особине која је раније недостајала. Ово кроскултурално истраживање довело је до тога да се особина Поштење, дода у првобитну структуру Великих 5 и тако постане нови модел - модел HEXACO.

## Односи са факторима личности "Великих пет"
Тренутно, најраспрострањенији модел структуре личности заснива се и на анализама лично-дескриптивних придева. Овај модел се састоји од пет фактора личности који су заједно познати као „Великих пет“. Три од великих пет фактора су слична факторима екстраверзије, савесности и отворености HEXACO модела. Два преостала велика пет фактора, названа Сарадљивост и Неуротицизам (са супротним полом последњег фактора емоционална стабилност), слични су факторима Сарадљивости и Емоционалности HEXACO модела – али са одређеним разликама у садржају фактора. Сарадљивост и емоционалност из HEXACO модела представљају ротиране варијанте њихових колега из Велике петорке, на пример, карактеристике које се односе на брз темперамент су повезане са неуротицизмом или ниском емоционалном стабилношћу у оквиру велике петорке, али са ниском Сарадљивошћу у HEXACO оквиру. Према томе, Сарадљивост Велике петорке и Сарадљивост HEXACO-а нису идентичне. Фактори великих пет не укључују фактор Поштења, али су неке од карактеристика које припадају Поштењу инкорпориране у фактор Сарадљивости Велике петорке. 
Иако су ранија истраживања открила само факторе Великих пет, новије студије спроведене на различитим језицима (укључујући енглески) са већим скуповима придева су откриле шест фактора, као што је горе сажето. Имена четири HEXACO фактора (сви осим Поштења и Емоционалности) су усвојена из постојећих ознака за факторе Великих пет. Називи фактора су одабрани на основу заједничког значења карактеристика унутар сваког фактора. Ипак, друге студије које упоређују ова два показују да се неке особине могу анализирати коришћењем HEXACO модела уместо Велике петорке. Примера ради, особине као што су нарцизам или манипулативност могу се проценити помоћу особине искрености и понизности која је укључена у модел.

## Истраживања у вези са моделом HEXACO

### Теоријска основа Сарадљивости, Поштења и Емоционалности
HEXACO модел се често користи у истраживачким студијама када су понашања или особине које се налазе у димензијама Сарадљивост, Поштење и Емоционалност од посебног интереса. Ови фактори се јасно разликују од својих колега на моделу пет фактора (5ФМ). Поштење, Емоционалност и Сарадљивост се предлажу као мере алтруистичког насупрот антагонистичком понашању. Поштење и Сарадљивост мере два различита аспекта реципрочног алтруизма, чији високи нивои указују на склоност помагању у понашању и сарадњи за разлику од експлоатације других. Фактор Поштење представља склоност особе ка просоцијалном алтруистичком понашању, док Сарадљивост указује на склоност појединца да прашта и показује толеранцију. Емоционалност је мера сродничког алтруизма, односно тежње да се покаже емпатија и приврженост сроднику.

### Фактор Поштење и Мрачна тријада
У извесном смислу, фактор Поштења у HEXACO моделу личности одражава морални карактер особе. Карактер служи веома основној људској функцији јер открива најдубље намере особе према другима. Штавише, студије сугеришу да је карактер један од првих у првим утисцима – кључна карактеристика коју људи покушавају да процене друге. Мисија карактера је да нам омогући да оцењујемо друге, да их судимо у служби развоја поверења. А искреност надмашује све остале елементе карактера. У недостатку искрености, ниједна информација од особе није поуздана. Поузданост утиче на вероватноћу да особа сарађује са другим људима и на то колико је вероватно да ће испунити своје обавезе према другој особи.
Фактор Поштење је коришћен у разним студијама као мера етичког или просоцијалног понашања. Низак ниво фактора Поштења је повезан са већим нивоом материјализма, неетичке пословне праксе и девијантног сексуалног понашања. Утврђено је да фактор Поштења предвиђа одобравање неетичких пословних пракси, па чак и степен до којег ће особа преузети ризике по здравље и безбедност (чак и према колегама запосленима). Појединац који има низак резултат на фактору Поштења може имати склоност ка антидруштвеним чиновима. Која антисоцијална дела ће појединац вероватно починити могу бити у вези са профилом њихове личности заједно са другим факторима HEXACO модела. На пример, неко ко има низак резултат на фактору Поштења и на Савесности и Сарадљивости има веће шансе да се упусти у деликвенцију на радном месту.
Мрачну тријаду личности чине психопатија, макијавелизам и нарцизам. Психопатију идентификују карактеристике као што су немилосрдност, антисоцијалност и себичност. Макијавелизам се састоји од себичности, у којој ће се неко фокусирати на сопствене потребе, пре свега манипулисањем другима. Нарцизам се такође може дефинисати као себичност, али је другачији, јер би ова особа себе сматрала важнијом од оних око себе. Међутим, каже се да ови конструкти нису у потпуности заступљени у уобичајеним Петофакторским моделима личности. Мрачна тријада се може замислити као да се налази на супротном полу Поштења, што би значило да ниски нивои Поштења одговарају вишим нивоима психопатије, макијавелизма и/или нарцизма. Конструкти личности Мрачне тријаде имају тенденцију да само корелирају са непријатностима на Инвентару великих пет, иначе су недоследно представљени на мерама особина великих пет. Из тог разлога, неколико истраживача је користило HEXACO модел да би стекли детаљније разумевање карактеристика личности појединаца који показују особине/понашања која би се разматрала у оквиру димензије мрачне тријаде.

### ACT Оквир вештина понашања
Оквир вештина понашања (BSF) развио је одбор АЦТ-а како би се фокусирао на изградњу знања и вештина како би били успешни у образовању и радном окружењу. Структурисан је, али не директно реплициран, око шест HEXACO аспеката и наглашава хијерархијску структуру личности.

### Визуелизација у две димензије
Димензије HEXACO модела личности су визуелизоване у две димензије коришћењем Атласа личности, емоција и понашања. Придеви који се користе за описивање сваке HEXACO димензије су бодовани коришћењем две ортогоналне димензије атласа припадности и доминације. Освојене тачке се затим визуализују коришћењем дијаграма густине језгра у две димензије. Вектори нацртани на свакој од шест дијаграма представљају приказ HEXACO димензије изражене у две димензије атласа.

## Поузданост
Упркос широкој употреби HEXACO модела као дескриптивне таксономије особина личности, остају ограничене информације о поузданости тест-ретест његових инвентара који се обично користе. Студије обично извештавају о интерним проценама доследности, као што су алфа или омега, али постоје добри разлози да се верује да оне не процењују тачно поузданост. У једној студији, поузданост тест-ретестирања аспеката и ставки била је у великој корелацији са њиховим проценама слагања унакрсних оцена, док интерна конзистентност није. Све у свему, HEXACO показује поузданост тест-ретест сличну другим савременим мерама.

## Ефекти HEXACO особина кроз живот

### Социјално понашање
Додавање шестог фактора, као и ротација Сарадљивости и Емоционалности, омогућава испитивање и предвиђање понашања на основу мање просоцијалног понашања. Студије које користе HEXACO модел пронашле су подршку за однос између Сарадљивости и Поштења на просоцијално и етичко понашање. Једна студија је показала значајну везу између нивоа Поштења и одобравања освете, док је друга открила да су нивои Сарадљивости повезани са тенденцијом праштања.

### Креативност
Нивои Поштења су такође повезани са нивоима креативности. Конкретно, утврђено је да су ниски нивои овог фактора повезани са вишим нивоима креативности коју су сами пријавили; међутим, није пронађена никаква веза између креативности и Сарадљивости.

### Преузимање ризика
Даља истраживања користећи HEXACO модел су испитала однос између његових различитих домена и резултата понашања преузимања ризика. У једној студији: нивои Емоционалности били су повезани са перцепцијом ризика; нивои Савесности су били повезани са уоченим користима; док су отвореност и Поштење предвиђали преузимање друштвеног ризика, односно здравственог/безбедносног ризика.

### Сексуалност
HEXACO модел је такође коришћен у студијама сексуалности, укључујући повезаност заводљивог понашања и одобравања сексуалне активности без емоционалне везаности за Емоционалност и Поштење. Такође, нивои Поштења били су повезани са верношћу свом партнеру у вези. Остале теме истраживања који су користили шестерокутни модел укључују: религиозност, предрасуде, етичко доношење одлука, академске перформансе, и политички ставови / понашања.

### Образовање
Истраживања показују да су Поштење и Савесност HEXACO модела корисни за предвиђање контрапродуктивног понашања студената. Савесност може бити најдоследнији аспект од шест у вези са средњом оценом ученика.

### Радни однос
Снажне значајне асоцијације су приказане између HEXACO модела и задовољства послом, посебно особине екстраверзије. Истраживање је такође сугерисало везе између HEXACO, углавном особине Поштења, и негативног понашања на послу као што је сексуално узнемиравање, неетичко доношење одлука и контрапродуктивно радно понашање.
Са изузетком фактора Емоционалности, пронађене су јаке корелације између осталих 5 HEXACO фактора и организационог грађанског понашања (OCB). Све у свему, показало се да су HEXACO под-аспекти бољи предиктори OCB-а од ширих 6 особина, при чему су под-аспекти као што су марљивост (савесност), живахност и друштвеност (екстраверзија) и правичност (поштење) најбољи предиктори.

### Ставови и понашање за животну средину
Студије показују да индивидуалне личне разлике имају улогу у обликовању заштите животне средине и показало се да HEXACO особине предвиђају ко ће вероватније усвојити ставове и понашања за животну средину, а то су ставови и акције за које се показало да позитивно утичу на животну средину. Особине Поштење и Отвореност за искуство су најјачи предиктори ставова/понашања који се залажу за животну средину.

### Психолошко и субјективно благостање
Показало се да HEXACO особине и под-аспекти предвиђају психолошко и субјективно благостање које сами процењују. Екстраверзија је највећи предиктор благостања иза којег следи Савесност. Екстраверзија подфасете живахности и самопоштовања има највећу позитивну корелацију са благостањем, а аспект Емоционалности (анксиозност) има највећу негативну корелацију са благостањем. Неуротицизам је најбољи предиктор благостања у моделу Великих пет, и иако је уско повезан са HEXACO Емоционалношћу, мале разлике између ове две особине значе да емоционалност није тако добар као предиктор благостања као што је неуротицизам Великих пет.

### Криминално понашање
Структурални модели личности, петофакорски модел и модел личности Великих пет, су предложили пет различитих особина које су, у различитим студијама, повезане са антисоцијалним односно криминалним понашањем. Повезаност између црта петофакторског модела и феномена криминалитета емпиријски је показана и у Србији, како на узорку одраслих осуђеника, тако и код институционализованих адолесцената. Новија лексичка истраживања личности показала су да пет фактора можда не представљају најоптималнији модел за описивање структуре личности. У великом броју језика приказано је да шестофакторска структура представља адекватнији модел базичних црта личности.

## Критике и ограничења
HEXACO модел личности је таксономија личности заснована на особинама. Као такви, критика и ограничења модела су слични онима код других мера заснованих на особинама. Мере засноване на особинама, укључујући HEXACO модел, обично се ослањају на факторску анализу. Нажалост, факторска анализа не обезбеђује увек поновљиве резултате. Модели креирани кроз факторску анализу могу да варирају између узорака, у зависности од: начина на који истраживач организује мере (нпр. коришћење униполарних наспрам биполарних оцена) и количине оцена/варијабли које су укључене у анализу.
Де Рад и др. су тврдили да су се само три особине личности у потпуности реплицирале (тј. појавиле су се у свим анализама) у различитим културама (Екстраверзија, Сарадљивост и Савесност). Ови аутори тврде да осим три особине, маркери фактора постају непоуздани. Они даље тврде да тврдње о универзалности HEXACO модела треба пажљиво размотрити, пошто многи језици и културе тек треба да буду процењени одговарајућим студијама особина личности. Штавише, димензија Поштења није увек доследно реплицирана. Неколико претходних студија је идентификовало недоследне димензије шестог фактора (нпр. хедонизам–спонтаност) док су друга истраживања идентификовала потенцијално више од шест фактора. Горња критика није јединствена за HEXACO модел, с обзиром да је постојала значајна дебата у вези са идентитетом петог фактора личности у петофакторском моделу, посебно међу културама.
Многа истраживања која користе HEXACO модел подржавају корисност димензија Сарадљивост, Емоционалност и Поштење. Међутим, HEXACO модел не мора нужно бити бољи алат за личност у свакој ситуацији. Када је HEXACO модел упоређен са модификованим моделом са пет фактора који је укључивао димензију Поштење, предиктивна способност HEXACO модела је у неколико случајева била слична оној модификованог Петофакторског модела. Аутори даље признају да HEXACO модел може имати предност када су предикторске варијабле концептуално повезане са фактором Поштења, и да је у многим случајевима модификовани Петофакторски модел плус фактор Поштења дао сличне резултате.